# Free (Rudimental)
Free è un singolo del gruppo musicale britannico Rudimental, pubblicato il 23 ottobre 2013 come settimo estratto dal primo album in studio Home.

## Descrizione
Traccia conclusiva di Home, il brano ha visto la partecipazione della cantante Emeli Sandé.

## Pubblicazione
Il singolo è stato inizialmente lanciato nelle emittenti radiofoniche a partire dal 23 ottobre. Il 28 ottobre è stato invece annunciato dalla Warner Music Group che il 19 novembre sarebbe stato pubblicato un EP digitale contenente quattro remix del brano.
Il 17 gennaio 2014 Free è stato pubblicato anche nel formato CD in Austria, Germania e Svizzera.

## Video musicale
Il videoclip, diretto da Stu Thomson e girato attorno al monte Eiger (situato nell'Oberland Bernese), è stato pubblicato il 24 ottobre 2013 ed è ispirata alla storia dell'atleta norvegese Jokke Sommer, pioniere del volo con la tuta alare.

## Tracce
Testi e musiche di Piers Aggett, Amir Amor, Kesi Dryden e Emeli Sandé.
Download digitale
1. Free (ft. Emeli Sandé) (Nas Remix) – 4:30
2. Free (ft. Emeli Sandé) (Maya Jane Coles Remix) – 5:32
3. Free (ft. Emeli Sandé) (Roy Davis Jr Remix) – 5:07
4. Free (ft. Emeli Sandé) (Jack Beats Remix) – 5:20

CD singolo
1. Free (feat. Emeli Sandé) – 3:36
2. Free (feat. Emeli Sandé & Nas) – 4:29

## Formazione
Gruppo
- Amir Amor – voce aggiuntiva, chitarra, programmazione
- Piers Aggett – voce aggiuntiva, pianoforte, programmazione
- Kesi Dryden – voce aggiuntiva, tastiera, programmazione
- Leon Rolle – voce aggiuntiva, programmazione

Altri musicisti
- Emeli Sandé – voce

Produzione
- Rudimental – produzione
- Mark "Spike" Stent – missaggio
- Geoff Swan, David Emery – assistenza missaggio

## Classifiche
| Classifica (2013)                      | Posizione massima |
| -------------------------------------- | ----------------- |
| Australia                              | 5                 |
| Austria                                | 41                |
| Belgio (Fiandre)                       | 36                |
| Germania                               | 38                |
| Regno Unito                            | 26                |
| Regno Unito (dance)                    | 6                 |
| Regno Unito (download)                 | 27                |
| Scozia                                 | 21                |
| Stati Uniti (dance/electronic digital) | 34                |
| Classifica (2014)                      | Posizione massima |
| Irlanda                                | 9                 |

## Date di pubblicazione
| Paese       | Data di pubblicazione | Formato           |
| ----------- | --------------------- | ----------------- |
| Mondo       | 23 ottobre 2013       | Airplay           |
| Stati Uniti | 18 novembre 2013      | Download digitale |
| Europa      | 19 novembre 2013      | Download digitale |
| Austria     | 17 gennaio 2014       | CD                |
| Germania    | 17 gennaio 2014       | CD                |
| Svizzera    | 17 gennaio 2014       | CD                |